# Morska milja
(Médnarodna) mòrska ali návtična mílja je enota za merjenje dolžine. Uporablja se splošno v mornarici, pomorstvu in letalstvu.
Mednarodna morska milja je določena natančno kot 1852 m. To določitev so sprejeli leta 1929 na mednarodni izredni hidrografski konferenci v Monaku. V ZDA so enoto sprejeli leta 1954. Pred sprejemom mednarodne morske milje so morsko miljo uporabljali v ZDA in Združenem kraljestvu in je znašala 6080 čevljev, 2026 2/3 jardov, oziroma 1853,184 m. Včasih jo določajo tudi kot 2027 jardov.
Morska milja je približno enaka 1 ločni minuti na velikem krogu Zemlje in je bila tudi določena na ta način preko geografske milje. Zemlja ni popolna krogla, zato je lahko ločna minuta manjša ali večja od morske milje za nekaj metrov.
Približek ločni minuti je primeren za zračno in morsko plovbo. Dolžina zemljepisne širine ene ločne minute je na vsaki morski karti in lahko predstavlja približno eno morsko miljo na tej karti.
Za enoto ni mednarodne oznake. Včasih ponekod zanjo uporabljajo mednarodne oznake M, NM in nmi (ne smemo zamenjevati z nm, kar je uradna oznaka za nanometer v sistemu SI, ali z Nm, uradno oznako za enoto navora, newton meter).
Manjša enota od morske milje je kabel. Morska milja meri deset kablov, en kabel je torej 1/10 morske milje ali 185,2 metra.
1 morski vozel ali tudi vozel je enota za hitrost, določena kot ena morska milja na uro, oziroma natančno 1852 m/h.